# مادلین سرل
مادلین سرل (انگلیسی: Madeline Searl؛ زادهٔ ۱۰ فوریهٔ ۱۹۹۴) بازیکن فوتبال اهل استرالیا است.
وی همچنین در تیم ملی فوتبال Australia U-16 بازی کرده‌است.